# James Iha

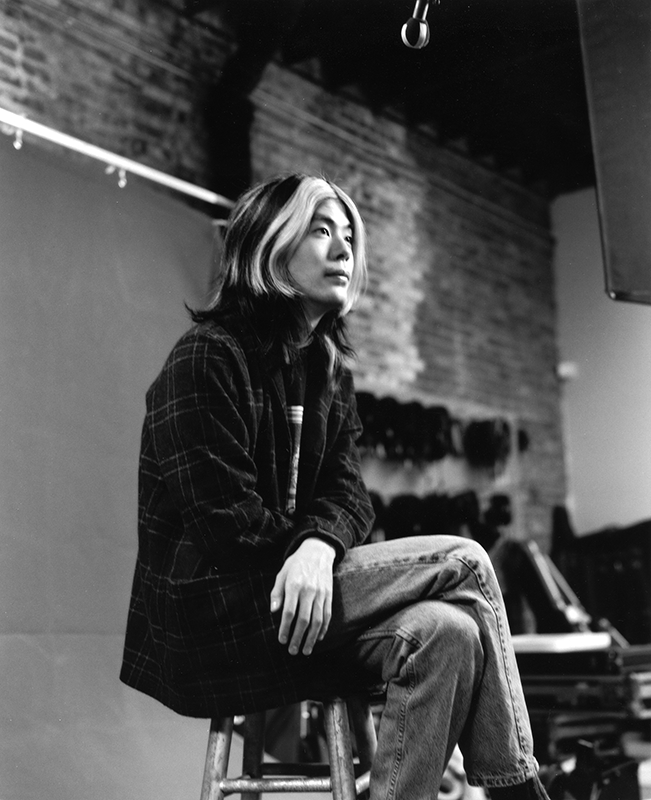
James Iha

James Yoshinobu Iha (Chicago, 26 maart 1968) is een Amerikaanse rockmuzikant. Hij is het bekendst als de gitarist in de alternatieve-rockband Smashing Pumpkins en zijn elektrische muzikale projecten van de laatste jaren zoals A Perfect Circle.

## Voorgeschiedenis
James Iha volgde een opleiding aan de Elk Grove High School in Elk Grove Village, Illinois. Hij is mede-eigenaar van het onafhankelijke platenlabel Scratchie Records samen met Adam Schlesinger van Fountains of Wayne. Bands van het label zijn onder andere The Sounds, Albert Hammond Jr. en The Office. Hij is ook mede-eigenaar van een opnamestudio samen met Adam Schlesinger en Andy Chase in Manhattan.

## The Smashing Pumpkins
Iha schreef een deel van de nummers van The Smashing Pumpkins, zoals "Blew Away" op Pisces Iscariot, "Bugg Superstar" op Vieuwphoria, "Take me Down" op Mellon Collie and the Infinite Sadness, "... Said Sadly", "The Boy", "The Bells" en "Believe" op The Aeroplane Flies High, "Summer" als de "Perfect" b-side en "Go" op Machina II/The Friends & Enemies of Modern Music. Hij schreef ook mee aan "I am One" op Gish, "Soma" en "Mayonaise" op Siamese Dream, "Plume" op Pisces Icariot en "Farewell and Goodnight" op Mellon Collie and The Infinite Sadness.
Hij nam de vocalen voor zijn rekening op "Take Me Down" alsook op de The Cure-cover "A Night Like This" en de Syd Barret-cover "Terrapin". Toen hij bij Smashing Pumpkins zat droeg hij ook bij tot andere projecten zoals Ivy en The Sounds.
Bij The Smashing Pumpkins was hij bekend als "de stille" maar toch maakte hij vaak grappen.

## Solo
In 1998 maakte Iha een vrij succesvolle soloplaat genaamd Let it Come Down, hiervan werd "Be Strong Now" een single. Iha maakte muziek voor soundtracks en pas in 2012 verscheen zijn tweede album Look To The Sky. Ook speelt hij in A Perfect Circle.
- Bibliothèque nationale de France: cb14013108p (data)
- Gemeinsame Normdatei: 135078075
- International Standard Name Identifier: 0000 0001 1475 1233
- Library of Congress Control Number: no2002080322
- MusicBrainz: a89811cc-4514-48b2-b353-dba9debf7055
- Nationale Bibliotheek van Tsjechië: ola2002153047
- Nationale Bibliotheek van Israël: 987007459654005171
- Virtual International Authority File: 74049261
- WorldCat: E39PBJd3JPMcj87XxCfHgDQXh3